# جوزيف ميتكالف الثالث
جوزيف ميتكالف الثالث (بالإنجليزية: Joseph Metcalf, III)‏ هو ضابط أمريكي، ولد في 20 ديسمبر 1927 في هوليوك في الولايات المتحدة، وتوفي في 2 مارس 2007 في واشنطن العاصمة في الولايات المتحدة.